# Lianyu
Lianyu, ou Lian Yu (chinois traditionnel : 聯豫 ; chinois simplifié : 联豫 ; pinyin : liányù), nom de lettres Jianhu (建侯, jiànhóu), est le dernier amban du Tibet, en poste de 1906 à 1912. C'est un Mandchou, membre de la Bannière jaune.
Il arrive en résidence à Lhassa en 1905 où il devient assistant ambam. Il est nommé en remplacement de Youtai, limogé en 1906,.
En 1909, il crée à Lhassa, avec son adjoint Zhang Yintong, « Le Journal vernaculaire du Tibet », organe de presse bilingue tibétain-chinois qu'il dirige jusqu'à sa dernière publication en 1911.